# Храм Казанской (Песчанской) иконы Божией Матери в Измайлове
Храм Казанской-Песчанской иконы Божией Матери в Измайлове — православный храм в районе Восточное Измайлово в Москве. Принадлежит к Рождественскому благочинию Московской епархии Русской православной церкви. Единственный в России храм, освящённый в честь Песчанской иконы Божией Матери, уникальный также тем, что создан путём поэтапной реконструкции ветхого здания.

## История

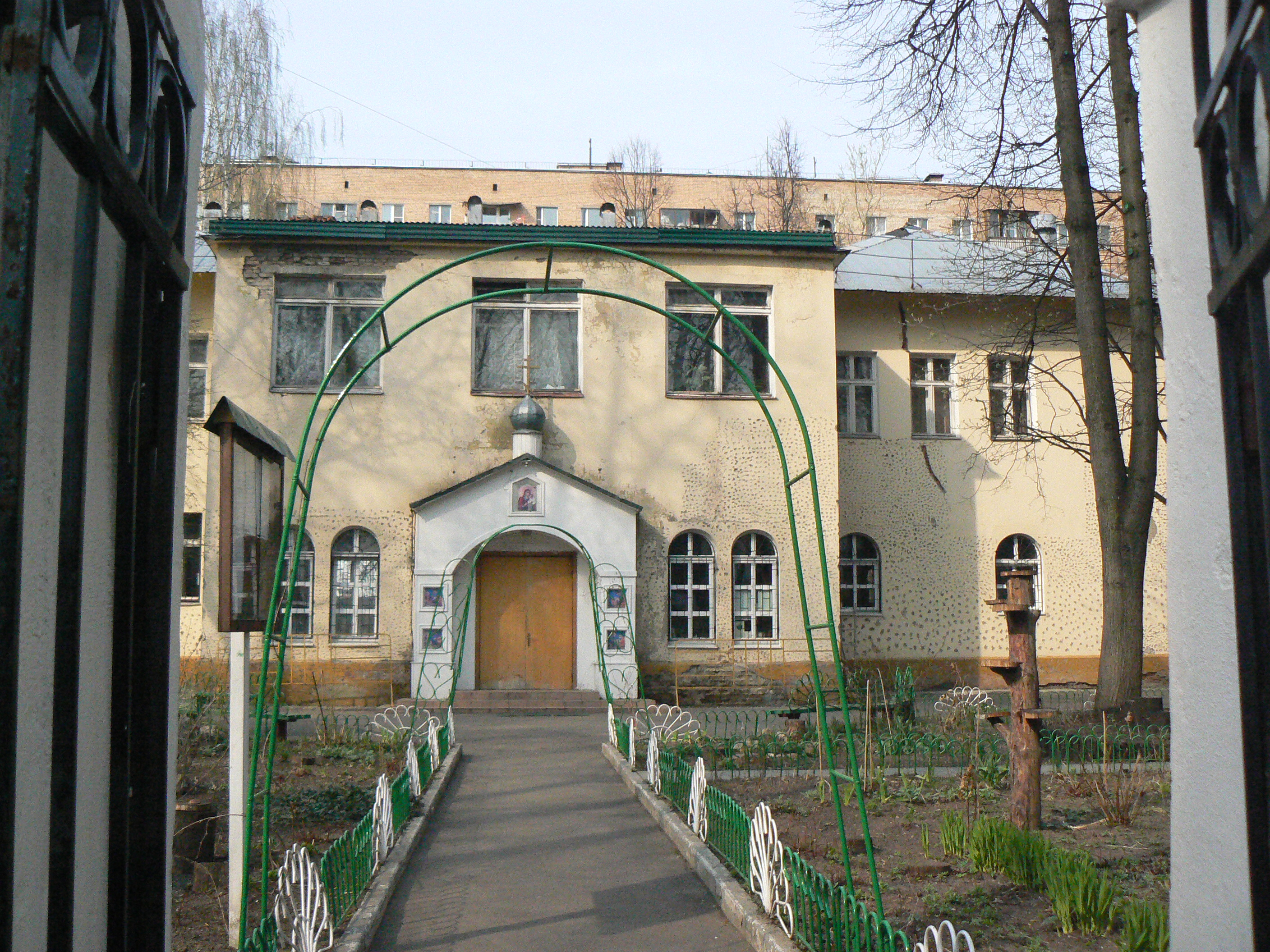
Храм в 2008 году

В 2001 году Министерство путей сообщения передало Русской православной церкви пустовавшее с 1993 года ветхое здание бывшего детского сада. На Пасху 15 апреля 2001 года храм был освящён в честь Песчанской иконы Божией Матери.
Первая перестройка помещений активно велась в 2001—2004 годах; работам по реконструкции здания способствовало Министерство путей сообщения. Двухэтажное здание было украшено тремя куполами (третий установлен в феврале 2009 года), один из фасадов был оформлен декоративным эркером с полукруглым окном и изображением креста. Звонница была размещена во дворе храма.
Позже храм включили в городскую «Программу-200» и с 2014 года началась капитальная перестройка здания, часть его была разобрана. 4 ноября 2014 года заложен камень в основание новой церкви. Новый проект «представляет собой комплекс разновысотных объёмов до трех этажей с мансардой, запроектированный на месте существующего двухэтажного здания с частичным сносом, надстройкой и пристроем объёмов». В восточной части здания разместили сразу два храма — крестильный на нижнем этаже, вмещающий 200 человек, и основной на верхнем, вмещающий 500 человек. В центральной двухэтажной части здания разместили ризницу, комнату матери и ребенка, помещения воскресной школы. В западной трёхэтажной части также размещены помещения воскресной школы, просфорная и медпункт. Кроме того, возведены дом причта и церковная лавка.

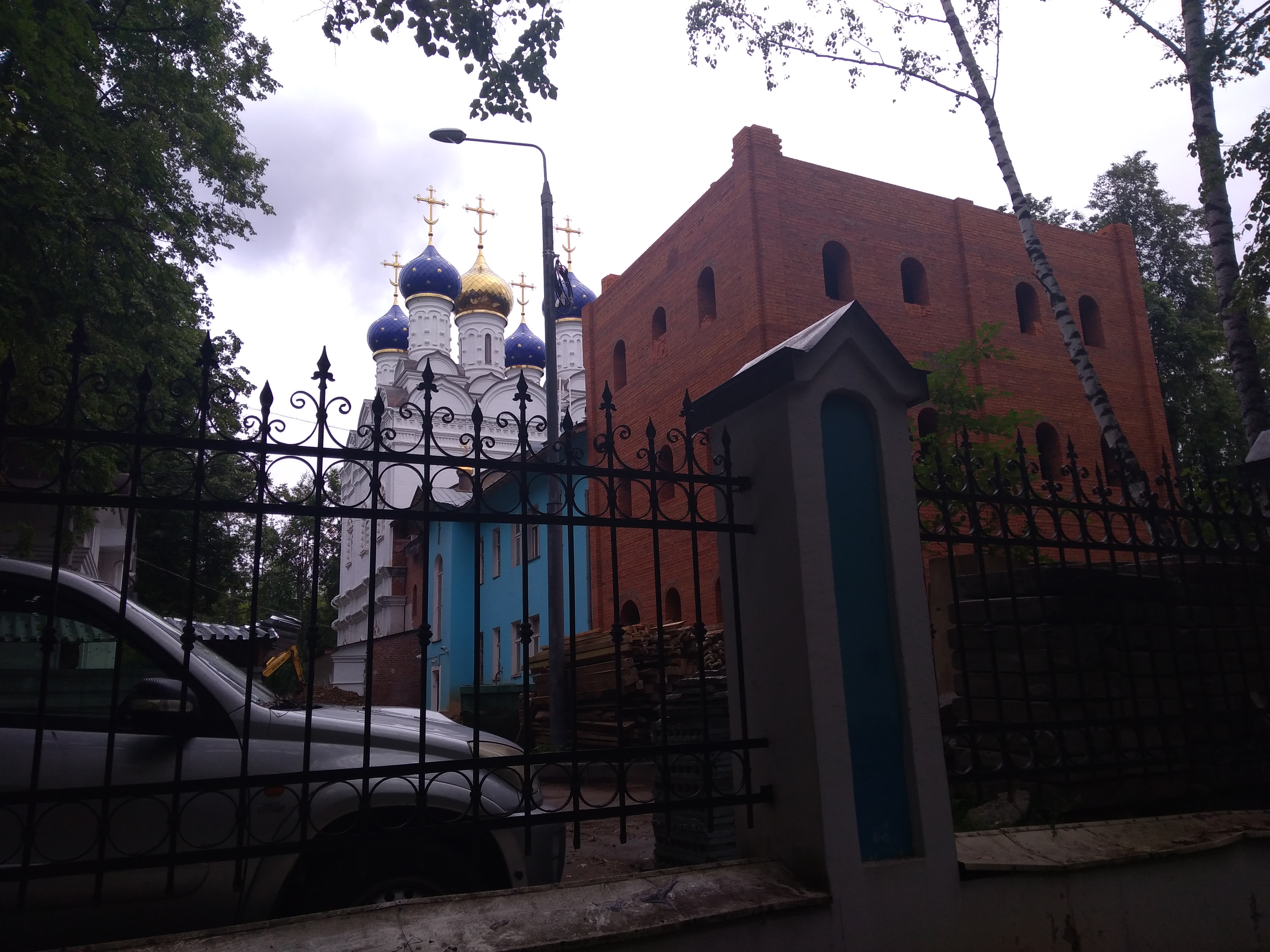
Храм в 2018 году

Крестильный храм 15 апреля 2017 года был освящён во имя святителя Иоасафа Белгородского. 4 марта 2018 года освящён верхний храм. К концу 2018 года было завершено строительство восточной части храмового комплекса, возведены стены западной и укреплены фундаменты центральной части.
Реконструкция была закончена в 2022 году. Все работы проводились за счёт добровольных пожертвований.
В 2018 году при храме был открыт Просветительский центр во имя Иоасафа Белгородского. В марте 2020 года центр закрыли из-за коронавируса. С сентября он возобновил работу под названием Семейный центр «Песчанский остров».

## Описание
В храме находится чтимая Песчанская икона (иконографического типа Казанская икона Божией Матери), обнаруженная святителем Иоасафом Белгородским в городе Изюме в 1754 году.
Каждую среду в 18:00 читается акафист этой иконе.
При храме действует ряд кружков для детей.